# 高砂 (防護巡洋艦)
高砂 (たかさご) は、日本海軍の防護巡洋艦 (類別等級は二等巡洋艦) 。
艦名は加古郡加古川河口の高砂浦に由来する。
この地は古来からの船着き場で景勝地として名高い。
なお台湾の別名 (高砂) が由来では無い。

## 概要
日清戦争後の第一期拡張計画により建造、
「吉野」が竣工した日清戦争前の1893年よりおよそ6年後、1898年に改吉野型として竣工した。
設計は「吉野」と同じく、サー・フィリップ・ワッツである。
日露戦争では「吉野」「高砂」「笠置」「千歳」と第四戦隊を編成した。
「高砂」は旅順攻略中の1904年 (明治37年) 12月13日、旅順港口沖で封鎖監視に従事中に触雷して沈没した。

## 艦級について
一般には吉野と同型艦とされるが、吉野型と独立して分類されることもある。吉野とは兵装、装甲などに違いがある。これは元々本艦が、1896年4月 (もしくは5月29日) にアームストロング社エルジック造船所で起工された建造中の防護巡洋艦を、日本海軍が購入したものだからである。よって厳密には高砂は吉野の同型艦や準同型艦ではない。チリ海軍の「チャカブコ」は同型艦。

## 艦型

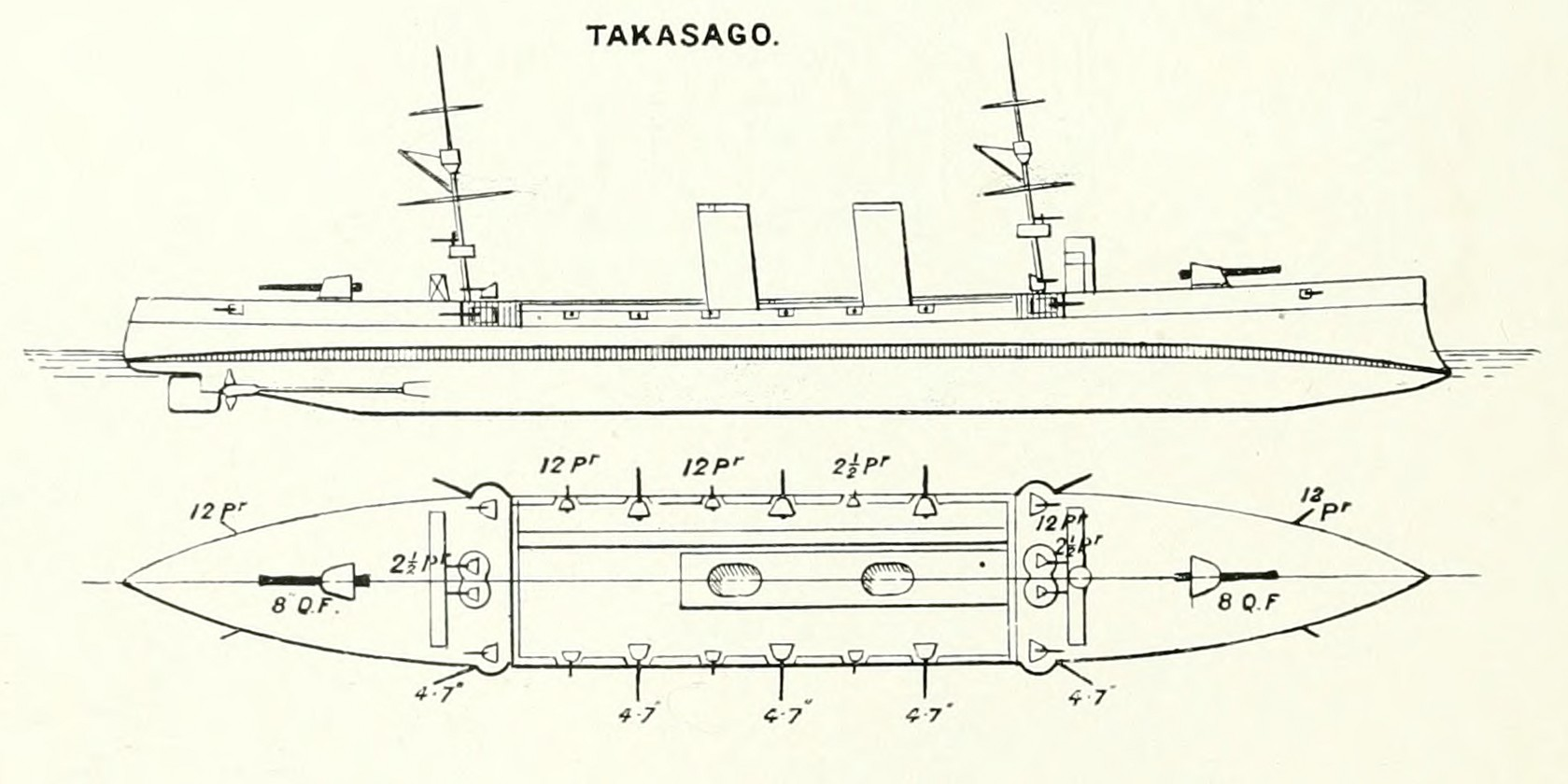
高砂の艦型と装甲・兵装配置

### 機関
ボイラーは円缶 片面4基、両面4基を搭載し、蒸気圧力は155 psi (10.9 kg/cm2)。
主機は3段4筒レシプロで、気筒直径は高圧40 in (1.016 m)、中圧60 in (1.524 m)、低圧66 in (1.676 m)x2、行程33 in (0.838 m)。

#### 公試成績
- 竣工時公試で自然通風22.2ノット、強圧通風22.9ノットの記録が残る[32]。
- 日露戦争(1904年-1905年)時の調査として排水量4,227トン、公試出力13,143馬力、高力運転8,182馬力、自然通風129.4rpm・20.3ノット、強圧通風154.3rpm・22.9ノットの記録が残る[16]。

### 兵装
兵装の詳細は上表を参照のこと。

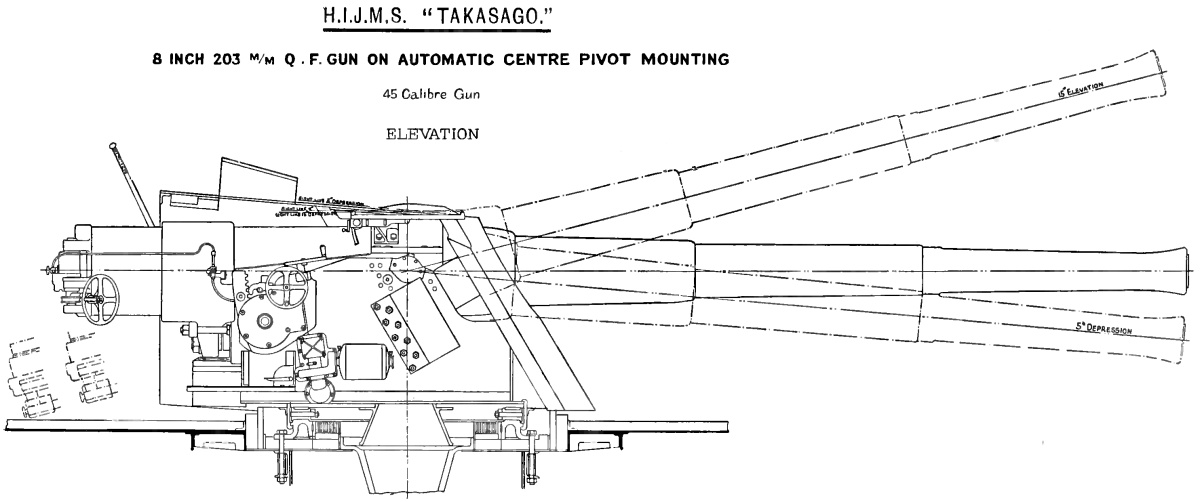
45口径8インチ砲の構造図

主砲は8 in (20.3 cm)砲2門として、「吉野」(6 in (15.2 cm)砲)より強化された。
日露戦争中の1904年11月15日に前部ミリタリーポストと同所に装備された47mm砲の撤去が認許されている。
同所は戦闘時に敵の目標となっていた。

## 艦歴

### 建造
計画時の名称は第三号二等巡洋艦。
1896年 (明治29年) 5月29日（4月2日とも）、イギリス、ニューカッスルのアームストロング社エルジック造船所で起工。1897年 (明治30年) 3月26日、日本海軍はイギリスとアメリカで建造の軍艦4隻を命名。第三号二等巡洋艦は「高砂」と命名された。
5月18日、「高砂」は進水。
1898年 (明治31年) 3月21日、日本海軍は海軍軍艦及び水雷艇類別標準を制定し、3,500トン以上7,000トン未満の巡洋艦を「二等巡洋艦」と定義。
該当する9隻 (浪速、高千穂、厳島、松島、橋立、吉野、高砂、笠置、千歳) が二等巡洋艦に類別された。
「高砂」は4月6日に公試運転を終了し、5月17日に竣工した。呉鎮守府籍。同年5月25日、サウスシールズを出港、日本に回航され8月14日に横須賀港に到着した。

### 1899年
1899年 (明治32年) 
7月17日に佐世保を出港、清国、韓国を航海し8月13日竹敷に帰国した。
坐洲
8月20日に宮津湾で水雷発射訓練を実施中、
日置浜と江尻の中央にある浅瀬に坐洲し艦を停止、満潮の午後2時20分に離洲した。
外舷塗料が一部剥がれた程度で船体に異常は無かった。

#### 供奉艦
10月19日より約一ヶ月間、明治天皇皇太子 (嘉仁親王/大正天皇) は沼津御用邸を出発し、広島・兵庫両県下を行啓する。海路での移動時には、装甲巡洋艦「浅間」を御召艦とし、供奉艦として巡洋艦3隻 (常磐、高砂、明石) が同行した。10月23日、皇太子は一時「高砂」に乗艦し、本艦を御召艦とした。

### 1900年-1901年

#### 北清事変
北清事変では芝罘、山海関、大沽方面に出動した。
「高砂」は1900年 (明治33年) 6月19日に佐世保を出港、
「高砂」は同年12月26日に佐世保へ帰国した。
1901年 (明治34年) 
4月25日に呉を出港し、再び清国へ向かった。
8月1日付で任務は事変従軍から警備に変更、8月31日に横須賀へ帰国した。
修理
9月13日から10月初旬まで横須賀で機関部の修理を行った。

### 1902年
1902年 (明治35年) 
4月5日、「浅間」と「高砂」の2隻は横須賀を出航し、東京湾内で無線電信試験を行った。

#### 遣英
6月16日から同月18日にかけて行われた、エドワード7世戴冠記念観艦式に参列のため、小松宮彰仁親王 (明治天皇名代) および伊集院五郎少将指揮下の巡洋艦2隻 (高砂、浅間) はイギリスを訪問した。
4月7日に横浜港を出港し、6月10日にプリマス着。
8月9日の戴冠式、16日と18日の観艦式に参加した。
その後ヨーロッパ・アジア各国を歴訪、
11月28日横須賀に帰着した。

### 1903年
韓国警備
1903年 (明治36年) 
2月10日に徳山港を出港し韓国の警備任務に従事、3月7日に佐世保ヘ帰国した。
事故
5月21日に阿多田島付近 (同島北の海域) で春期演習による魚雷発射訓練中、
発射した魚雷が突然変針し、帆船に衝突、
帆船が沈没した。
沈没した船は幸福丸 (156石積) で乗員は家族3名、
「高砂」は男性2名を救助、女性1名を引き揚げたが既に意識不明でそのまま亡くなった。
査問委員会で事故の原因は魚雷の不可抗力の偏斜とされ、乗員に責任は問われなかった。
「笠置」救援
佐世保から大湊へ浮船渠を曳航中の「笠置」は7月22日午前3時48分に角島の西で座礁、
夜明け後に自力で離礁を試みたが失敗した。
「高砂」に同日午後0時30分に救助の命令があり、石炭(400トン)、救助の人員や機材を搭載し翌23日午前8時に呉を出港、
午後6時55分に現場に到着した。
24日午前に曳航による離礁を試みたがロープが切断するなどで失敗、
「笠置」は更に重量物を降ろした。
翌25日午前9時45分(または9時50分)、離礁に成功した。
「高砂」は午後9時30分に油谷湾へ移動した。
浮船渠曳航
7月28日付で「高砂」へ浮船渠曳航の令達があり、
「高砂」は天候平穏の状況を待ち、翌29日午後4時30分に浮船渠を曳航して油谷湾を出発した。
7月31日に舞鶴軍港に一時寄港、石炭と清水を搭載し、8月2日に出港、
8月6日午前7時に津軽海峡へ入り、午後1時30分大湊に到着した。
「操江」曳航
「笠置」が予定していた「操江」の横須賀への曳航も「高砂」が行うよう令達が出されており、
「高砂」は8月9日に大湊を出港し、10日室蘭に寄港し同地で石炭を補給、11日室蘭出港、12日「操江」の碇泊する根室に到着した。
13日「操江」が港外に出て「高砂」と曳航の打ち合わせ、14日に曳航索を採り午前10時30分に出発した。
同方面は霧が濃く、2隻は仮泊を繰り返した。
15日午前2時30分にようやく濃霧を抜け、同日午前8時には襟裳岬の沖に到達した。
以後は大きな問題は無く、17日午後9時 (または8時30分) 横須賀軍港に到着した。
外国航海
9月28日に佐世保を出港し韓国南岸を航海、10月1日に呉に帰国した。

#### 御召艦
同1903年10月、皇太子 (嘉仁親王/大正天皇) は和歌山および瀬戸内海を巡啓することになり、「高砂」は皇太子の御召艦となった。
10月9日、皇太子は和歌浦で「高砂」に乗艦し、紀伊海峡を周遊、また由良要塞を巡視した。
翌10日、皇太子 (高砂乗艦) は高松市に移動する。
10月10日から13日まで香川県滞在後 (金刀比羅宮参拝等) 、再び「高砂」に乗艦して松山市 (愛媛県) に移動、同地に14日から16日まで滞在する。
10月17日、皇太子は「高砂」に乗艦して四国を出発し、糸崎 (広島県) で下艦した。

### 日露戦争
日露戦争における本艦は、第三戦隊 (「千歳」「高砂」「笠置」「吉野」の4隻で編制、司令官出羽重遠少将) に所属していた。
1904年 (明治37年) 
2月6日に佐世保を出港、
2月9日に旅順沖でロシア汽船マンチュリア (Manchuria)  (後の工作艦「関東」) を鹵獲した。
5月15日未明、日本海軍は巡洋艦「吉野」を味方艦「春日」との衝突により喪失、
同日昼間にはロシア海軍が敷設した機雷により戦艦「初瀬」「八島」の2隻を一挙に喪失した。
「高砂」は僚艦 (笠置、龍田、須磨等) 等と共に、触雷した戦艦「八島」 (艦長坂本一大佐) の救援に従事した。
「高砂」は旅順要塞攻略作戦、黄海海戦に参加した。
整備
11月11日に呉に一時帰国、
呉海軍工廠で消毒器を設置するなどの整備を実施した。

#### 喪失
「高砂」は12月3日に呉を出港、
旅順口沖で封鎖監視に従事中の12月13日0時1分に触雷。左舷中央部の水線に破孔が生じて傾斜し、午前1時10分に左舷へ転覆し沈没した。
沈没の前後、僚艦2隻 (八雲、音羽) が救援のため来着する。高砂乗組員436名中、艦長以下生存者153名が「音羽」に救助され、副長以下283名が死亡した (行方不明者を含む) 。
1905年 (明治38年) 6月1日、日本海軍は本艦以下6隻 (八島、暁、大島、速鳥、愛宕、高砂) の喪失を公表する。
同年6月15日、日露戦争で沈没した高砂以下八島・初瀬・吉野等は軍艦籍および艦艇類別等級表 (軍艦及び水雷艇類別等級表) より除かれた。

## 艦船符号

### 信号符字
- GQJL : 1897年12月9日[112] -

## 艦長
※『日本海軍史』第9巻・第10巻の「将官履歴」及び『官報』に基づく。
回航委員長
- 内田正敏 大佐 : 1897年6月10日 - 12月10日

艦長
- 内田正敏 大佐 : 1897年12月10日 - 1898年11月2日
- 早崎源吾 大佐 : 1898年11月2日 - 1899年6月17日
- 丹治寛雄 大佐 : 1899年6月17日 - 11月20日
- 中山長明 大佐 : 1899年11月20日 - 1900年5月20日
- 滝川具和 大佐 : 1900年5月20日 - 9月25日
- 成川揆 大佐 : 1900年9月25日 - 12月6日
- 梨羽時起 大佐 : 1900年12月6日 - 1901年1月23日
- 岩崎達人 大佐 : 1901年1月23日 - 9月10日
- 吉松茂太郎 大佐 : 1901年9月10日 - 1903年4月21日
- (心得) 石橋甫 中佐 : 1903年7月7日 - 1904年1月17日
- 石橋甫 大佐 : 1904年1月17日 - 12月23日